# O. J. Simpson-ügy
Az O. J. Simpson-ügy (hivatalos angol megnevezése People of the State of California v. Orenthal James Simpson) a Los Angeles Megyei Fellebbviteli Bíróságon lezajlott büntetőjogi ügy volt, amelyben az egykori amerikaifutball-játékost és színészt, O. J. Simpsont vádolták exfelesége, Nicole Brown Simpson, valamint annak új párja, Ron Goldman 1994. június 12-én történt meggyilkolásával. A tárgyalás 1994. november 9-én vette kezdetét az eskütételekkel, a nyitóbeszédekre 1995. január 24-én került sor, míg az ítélet, melyben Simpsont minden vád alól felmentették, 1995. október 3-án született meg. Az eset a legnagyobb nyilvánosságot kapott büntetőjogi tárgyalásként vonult be az amerikai történelembe.
Simpson magas rangú, híres ügyvédekkel vette körül magát, akikre leggyakrabban csak „Álomcsapat”-ként hivatkoztak. Eredeti vezetőjük Robert Shapiro volt, majd ezt a szerepet Johnnie Cochran kapta meg. A védő ügyvédek közt megtalálható volt még F. Lee Bailey, Alan Dershowitz, Robert Kardashian, Shawn Holley, Carl E. Douglas és Gerald Uelmen. A csapat tagjai voltak továbbá a DNS-bizonyítékokra specializálódott Barry Scheck és Peter Neufeld. Los Angeles Megye úgy gondolta, hogy a vádak elég erősnek bizonyulnak ahhoz, hogy Simpsont elítéljék, de végül Cochran sikeresen meggyőzte az esküdtszéket, miszerint a DNS bizonyítékokkal (a tárgyalásokon akkoriban viszonylag újfajta bizonyítékoknak minősültek) és az egyéb bűnjelekkel szemben komoly kétségek merülnek fel – álláspontja szerint a vérmintákkal helytelenül jártak el a szakemberek. Cochran a Los Angeles-i Rendőrség (LAPD) helytelen intézkedését is felhozta beszédeiben. Simpson hírneve és a per hosszú ideig tartó televíziós közvetítésének hatására, az ügy országszerte óriási médiavisszhangot váltott ki, így legtöbbször „az évszázad pere” kifejezéssel illetik a tárgyalást. Az ügy lezártakor az amerikai közvélemény-kutatások drámai különbségekre mutattak rá: az afroamerikaiak nagy része a nyilvánvaló bizonyítékok ellenére ártatlannak, míg a fehér bőrűek egyértelműen bűnösnek titulálták O. J.-t.
Később a két áldozat családja a Brown és a Goldman család polgári pert indított Simpson ellen, amelyben 1997. február 4-én az esküdtszék felelősnek találta Simpsont Nicole és Ronald haláláért. A két család 33,5 millió dolláros kártérítést kapott.

## Háttér

### Brown–Simpson házasság

Nicole Brown Simpson 1994 májusában

Nicole Brown és O. J. Simpson 1985. február 2-án házasodtak össze, öt évvel azután, hogy Simpson visszavonult a profi sportolástól. A párnak két gyermeke volt, Sydney Brooke Simpson (született 1985. október 17-én) és Justin Ryan Simpson (született 1988. augusztus 6-án). A házasság hét évig tartott, amely alatt Simpson többször is konfliktusba keveredett a helyi rendőrséggel családon belüli erőszak miatt. Brown 1992. február 25-én beadta a válókeresetet összeférhetetlenségre hivatkozva.

### Gyilkosság
1994. június 13-án 00:10 perckor Nicole Brown Simpsont és Ronald Goldmant holtan találták a nő Bundy Drive-i lakása előtt a Los Angeles-i Brentwood területén. Brownt többszöri késszúrással ölték meg, melyek a fejét és a nyakát érték, a kezén szintén vágásnyomokat találtak, melyből arra lehet következtetni, hogy a nő védekezni próbált. A nyakát ért vágás olyannyira mély volt, hogy a gége is láthatóvá vált. A két áldozat körülbelül két órát feküdt vérbe fagyva, mielőtt megtalálták őket. A helyszínre érkező két rendőr egyike, Robert Riske több bizonyíték mellett egy véres kesztyűre bukkant.
A nyomozók Simpson Rockingham-i birtokára mentek, hogy értesítsék exfelesége haláláról. A ház mögötti területen egy fehér Ford Broncót találtak, melyen kívül és belül is vérnyomok voltak láthatók. Mark Fuhrman nyomozó ekkor átmászott a kerítésen és kinyitotta a bejárati kaput, hogy három társát is beengedje. A nyomozók azzal érveltek a házkutatási parancs nélküli behatolás mellett, hogy a helyzet rendkívüli volt, attól tartottak, hogy O. J. is a sérültek között van. Simpson nem volt jelen, amikor a nyomozók hajnalban megérkeztek; előző nap késő este repülővel Chicagóba utazott. A nyomozók kikérdezték Kato Kaelint, aki Simpson vendégházában tartózkodott. Fuhrman nyomozó körbejárta a házat, ekkor rátalált egy második véres kesztyűre, amelyről később bebizonyosodott, hogy a Robert Riske által korábban a tetthelyen talált kesztyű párja. A DNS tesztekből kiderült, hogy a kesztyűn található vér a két áldozaté. Ezen bizonyítékok elégnek bizonyultak ahhoz, hogy kiadják a letartóztatási parancsot O. J. Simpson ellen.

### Simpson letartóztatása

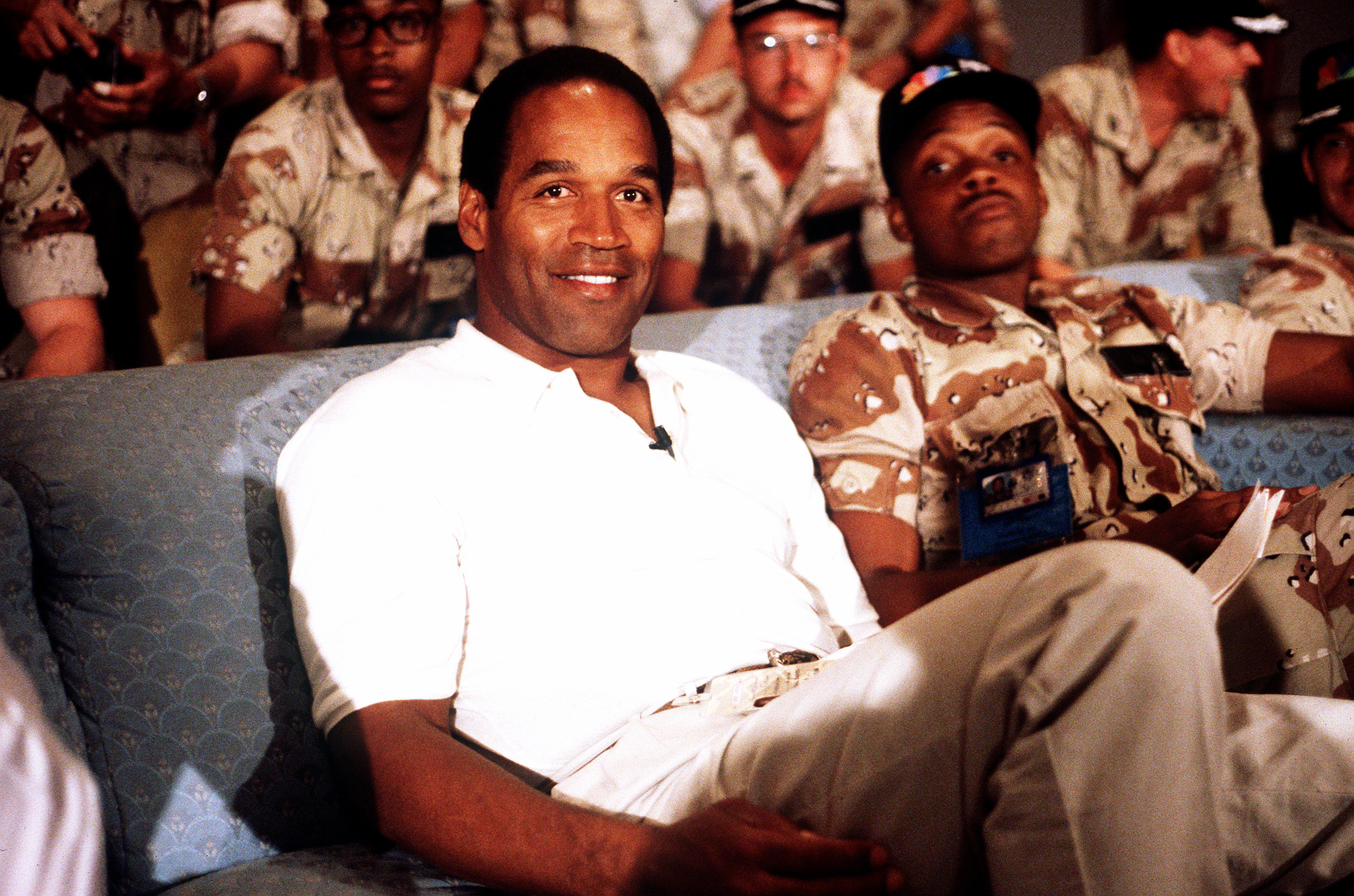
O. J. Simpson 1990-ben

Az ügyvédek sikeresen meggyőzték a Los Angeles-i Rendőrséget arról, hogy engedélyezzék, hogy Simpson saját magát feladja 1994. június 17-én 11:00-ig, annak ellenére, hogy kettős gyilkosság elkövetésekor a bíróság nem szabhat ki óvadékot, valamint a halálbüntetés lehetősége is fennáll bűnösség esetén. Több mint 1000 riporter várta Simpson érkezését a rendőrség előtt, de ő nem jelent meg. 14:00 órakor a rendőrség kiadta az elfogatási parancsot. 17:00 órakor Robert Kardashian, Simpson jó barátja és egyik ügyvédje is egyben, a média számára felolvasott egy levelet Simpsontól. A levélben Simpson összesen 24 barátját üdvözli, valamint azt írja: „Először is mindenki értse meg, hogy semmi közöm Nicole meggyilkolásához... Ne sajnáljatok. Nagyszerű életem volt.”[20] A levél sokaknak búcsúlevélként hangzott, így a tudósítók is becsatlakoztak Simpson keresésébe. Robert Shapiro ügyvéd szintén jelen volt Kardashian sajtókonferenciáján. Elárulta, hogy Simpson pszichiátere szerint is a levél búcsúként tekintendő. Shapiro a tévéképernyőn üzent Simpsonnak; arra kérte adja fel magát.
18:20 környékén Orange megyében egy autós észrevette Simpsont, amint egy fehér Broncó hátsó ülésén ül, az autót a férfi régi barátja, Al Cowlings vezette. A szemtanú azonnal értesítette a rendőrséget, akik folyamatosan követték a Simpson mobiltelefonjáról indított hívásokat. 18:45-kor egy rendőr is látta a Broncót, amint észak felé tart a 405-ös autópályán. Amint a szirénázó rendőrautó megközelítette a Broncót, Cowlings kikiabált az autóból, hogy Simpson a hátsó ülésen ül, és fegyvert tart a saját fejéhez. A rendőr ekkor lelassított, de továbbra is követte a járműve körülbelül 56 km/h-s sebességgel. Hozzávetőlegesen 20 további rendőrautó vett részt az autós üldözésben.
Végül 9 helikopter is becsatlakozott a hajszába; emellett a média is folyamatosan számolt be az eseményekről. A KNX rádióállomás élőben közvetítette a lassú tempóban haladó üldözést. Az USC sportriportere, Pete Arbogast, valamint a rádiós producer Oran Sampson felvették a kapcsolatot az USC korábbi edzőjével, John MacKay-jel, aki élő adásban arra bátorította Simpsont, hogy álljon meg és az öngyilkosság helyett adja meg magát. A Los Angeles-i Rendőrség nyomozója, Tom Lange, aki június 13-án készített interjút Simpsonnal a gyilkosságok ügyében, rájött, hogy megvan neki Simpson mobiltelefonszáma, így folyamatosan hívni próbálta. Egy kolléga diktafont emelt Lange telefonjához, amely rögzített egy beszélgetést Lange és Simpson között, amelyben Lange többször könyörgött Simpsonnak, hogy édesanyja és gyerekei kedvéért dobja ki a fegyvert az ablakon. Simpson bocsánatot kért, amiért nem jelent meg a rendőrségen délelőtt, majd azt válaszolta, hogy ő az egyetlen, aki megérdemli, hogy baja essen. Al Cowlings is hallható a felvételen (miután a Bronco megérkezett Simpson otthonába, melyet a rendőrség már körülvett), amint arra kéri Simpsont, hogy adja meg magát és fejeződjön be békésen az üldözés. Az üldözés közben anélkül, hogy esélye lett volna hallani a felvett telefonbeszélgetést, bűnösségének beismeréseként értelmezte a megfutamodást Simpson egy másik barátja, Al Michaels.
Amerika legnagyobb tévécsatornái, az ABC, a CBS, az NBC és a CNN is megszakította hagyományos adásait, és mintegy 95 millió amerikai követte élőben az eseményeket országszerte. Az NBC korábban az NBA New York Knicks és a Houston Rockets közötti meccset közvetítette a New York-i Madison Square Gardenből, azonban ezt a közvetítést egy kis keretbe a képernyő sarkába helyezték és Tom Brokawt kapcsolták élőben, aki az autós üldözésről számolt be. A hajszát az ABC News is folyamatosan nyomon követte Peter Jennings és Barbara Walters műsorvezetésével. Az esti események következtében a Domino's Pizza étteremlánc megerősítette, hogy a közvetített hajsza során a pizzakiszállításokból befolyó bevétel a Super Bowl napján megszokottéhoz ért fel.
Több ezer néző gyűlt össze az autópályát érintő felüljárókon, ahol a fehér Broncót várták türelmetlenül. Többen plakátokkal és táblákkal érkeztek, melyekkel arra buzdították Simpsont, hogy meneküljön. Emberek milliói érezték azt, hogy egy „közös érzelmi élmény”-ben vesznek részt. Egy író szerint a legtöbben azon izgultak, hogy mi fog történni O. J.-val: öngyilkos lesz, megszökik, letartóztatják vagy esetleg erőszakkal kényszerítik a megadásra. Akármi is következett, emberek milliói érezték magukat egy alakulóban lévő országos dráma kellős közepén.
Értesülések szerint Simpson azt követelte, hogy még mielőtt feladná magát, hagyják beszélni édesanyjával. A hajsza 80 kilométerrel arrébb, brentwoodi otthonánál ért véget 20:00-kor. Simpson fia, Jason kirohant a házból. Simpson körülbelül 45 percet ült a Broncóban a ház előtt, majd engedélyt kapott arra, hogy egy órára bemenjen otthonába. Egy rendőrségi szóvivő közölte, hogy Simpson tudott beszélni édesanyjával, valamint ivott egy pohár narancslevet. Shapiro megérkezett a helyszínre, néhány perccel később Simpson megadta magát a hatóságok előtt. A Broncóban a rendőrség 8000 dollár készpénzt, váltóruhát, egy töltött 357-es Magnumot, útlevelet, családi fotókat, illetve egy-egy műszakállat és műbajuszt talált. Sem az autós üldözésről készült felvételeket, sem az autóban talált tárgyakat nem használták fel bizonyítékként a tárgyalás során, így az esküdtszéknek sem mutatták be.

## A tárgyalás
Június 20-án Simpson ellen vádat emeltek, állítása szerint egyik gyilkosságban sem bűnös. Ahogy az várható volt, az elnöklő bíró elrendelte, hogy óvadék letétele nem lehetséges. A következő nap összehívták a vádesküdtszéket, hogy megállapítsa, megindítható-e a büntetőeljárás a két gyilkosság ügyében. Két nappal később, június 23-án a vádesküdtszéket feloszlatták a túlzott médiajelenlét miatt, amely könnyen befolyásolhatta volna a vád semlegességét. Jill Shively, egy brentwoodi lakos azt vallotta, hogy a gyilkosság éjszakáján látta Simpsont, amint elhajt Nicole házától nem messze, valamint hozzátette, hogy a Bronco majdnem összeütközött egy Nissan autóval a Bundy és a San Vicente Boulevard találkozásánál. Egy másik tanú, a késeket értékesítő José Camacho azt állította, hogy egy 380 milliméteres német gyártmányú kést adott el Simpsonnak három héttel a gyilkosság előtt. Shively és Camacho végül nem szerepeltek a perben, miután történetüket eladták a bulvársajtónak. Shively a Hard Copy című televíziós műsorban vett részt 5000 dollárért, míg Camacho a National Enquirernek adta el mondanivalóját 12 500 dollárért.
Egy hetes bírósági meghallgatások után július 7-én a kaliforniai Kathleen Kennedy-Powell bírónő ügy döntött, hogy elegendő bizonyíték áll rendelkezésre ahhoz, hogy Simpsont bíróság elé állítsák kettős gyilkosságért. Július 22-én újra vád alá helyezték Simpsont, s mikor arról kérdezték bűnösnek tartja-e magát, Simpson áthágta a tárgyalóteremben megszokott gyakorlatot, amely szerint a vádlott csakis a „bűnös” vagy „nem bűnös” választ adhatja, ő határozottan kijelentette: „Teljesen, száz százalék, hogy nem bűnös.”

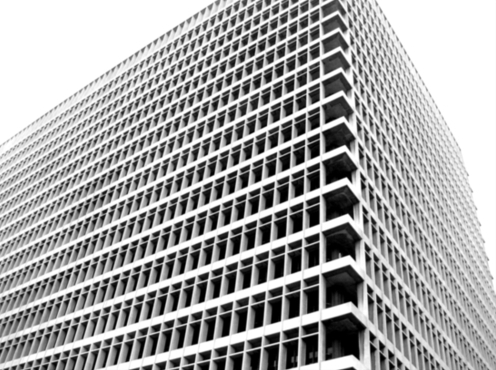
A Clara Shortridge Foltz Büntetőbíróság épülete

A gyilkossági nyomozást a veterán Los Angeles-i nyomozó Tom Lange vezette. 1995-ben O. J. Simpson gyilkossági ügyét összesen 134 napig közvetítette a televízió. A vád úgy döntött, hogy nem követel halálbüntetést, ehelyett arra törekedett, hogy életfogytiglani ítélet szülessen. A tévés közvetítés a tárgyalás számos alakjából hírességet gyártott, köztük a bíró, Lance Ito-ból is.
Marcia Clark kerületi ügyész helyettest jelölték ki a vád vezetőjének. A szintén kerületi ügyész helyettes Christopher A. Darden lett Clark társa.
A vádlottnak joga van arra, hogy bűnösségéről vagy ártatlanságáról gyors és nyilvános tárgyaláson döntsenek. Mivel Simpson élt az alkotmány adta jogával, a védelem és a vád egyaránt éjjel-nappal az ügyön dolgozott több hónapig. 1994 októberében Ito bíró megkezdte a 304 leendő esküdt meghallgatását. Mindegyiküknek egy 75 oldalas kérdőívet kellett kitölteni. November 3-án végül kiválasztották a 12 esküdtet, illetve a 12 póttagot.
A Court TV és részben egyéb csatornák és hírügynökségek közvetítésével a tárgyalás 1995. január 24-én vette kezdetét. A Los Angeles Megyei ügyész Christopher Darden azzal érvelt, hogy Simpson féltékenységi rohamában ölte meg volt feleségét. A vád ezután egy 1989. január 1-jén rögzített segélyhívást játszott le, melyen Nicole Brown Simpson hallható. A felvételen a nő segítséget kér, attól tart férje bántani fogja. A háttérben tisztán kivehető, amint O. J. a nővel kiabál. A vád több tucat bizonyítékot bemutatott (DNS-vizsgálat, vérvizsgálat, lábnyomvizsgálat), melyekkel azt próbálták bebizonyítani, hogy Simpson a tetthelyen járt.
A vád az első heteket azzal töltötte, hogy különböző bizonyítékokat mutatott be családon belüli erőszakról, ezzel megerősítve azt a tényt, amely szerint Simpson rendszeresen bántalmazta feleségét. Simpson ügyvédje, Alan Dershowitz azzal érvelt, hogy a bántalmazott nők csupán apró töredéke válik gyilkosság áldozatává a párjuk által. Napokkal a tárgyalás megkezdése után a tévé előtt ülő ügyvédek és nézők különös szokásoknak lehettek tanúi: a tárgyalóterem mindkét feléről folyamatosak voltak a félbeszakítások, az ellenvetések és a kifogások. A vád és a védelem is többször kért engedélyt a bírói szék megközelítéséhez, amely során Ito bíróval tárgyaltak az esküdtszéktől (amely egyébként a tévés közvetítésen nem látszódott) távol, hallótávolságon kívül.

## Az esküdtszék
Médiajelentések szerint az ügyész Marcia Clark úgy gondolta, hogy a nők bőrszíntől függetlenül támogatni fogják az eset családon belüli erőszak felé tendáló ágát. Másrészt a védelem kutatása azt bizonyította, hogy a nők nagyobb valószínűséggel mentenék fel Simpsont, mint a férfiak. A védelem továbbá úgy gondolta, hogy a fekete nők nem lesznek olyan megértők az áldozattal, mint a fehér nők. Mindkét fél elfogadta az aránytalan mennyiségű női esküdtek számát. A kezdő esküdtszék összetétele 40% fehér, 28% fekete, 17% hispániai és 15% ázsiai volt, majd a végleges esküdtszékben 10 nő és két férfi kapott helyet, közülük kilenc afroamerikai, két fehér és egy hispániai volt.

## A vád
Annak ellenére, hogy a nyomozók nem találták meg a gyilkos fegyvert, illetve szemtanú sem jelentkezett, aki látta volna a gyilkosságot, a vád elég erősnek tartotta a bizonyítékokat. A DNS-vizsgálatok adataival már-már biztosak voltak O. J. elítélésében. A helyszínen begyűjtött tárgyi bizonyítékokból a vád arra következtetett, hogy Simpson június 12-én este azzal a szándékkal érkezett Nicole Brown házához, hogy megölje a nőt. Úgy vélekedtek, hogy Brown miután lefektette két gyermekét, és miközben ő maga is az ágyba tartott, kopogást hallott az ajtón, vagy zajt hallott a kertből, ami miatt lement és kinyitotta a bejárati ajtót. Ekkor Simpson megragadta őt, még mielőtt a nő sikított volna, és megkéselte. A Los Angeles Megyei halottkém úgy vélte, hogy Ron Goldman a támadás idejében érkezett a villa főkapujához, ekkor Simpson őt is megtámadta, késével többször megszúrta a nyakán, illetve a mellkasán, miközben fojtó fogásban tartotta a férfit. A vád jelentése szerint, miután a támadó végzett Goldmannel, odalépett az arccal lefelé fekvő Brownhoz, hajánál fogva megemelte a fejét és elvágta a torkát. Megerősítették, hogy Simpson vérnyomokat hagyott a helyszínen a ház körül, illetve a Rockingham Drive-i otthonának kocsifeljárójánál is vércseppeket véltek felfedezni, melyek egyértelműen Simpsontól származtak.
A vád szerint Simpsont aznap este 21:36-kor látták utoljára, amikor Brian „Kato” Kaelinnel együtt visszaérkezett otthonához. Kaelin a család barátja volt, aki Nicole-lal lakott együtt még mielőtt beköltözhetett volna Simpson vendégházába. Legközelebb Simpsont már csak 22ː54-kor, több mint egy órával később látták, amint kisétál házából és beszáll egy limuzinba, mellyel a Los Angeles-i Nemzetközi Repülőtérre (LAX) tartott. Úti célja Chicago volt. A védelem és a vád abban egyetértett, hogy a gyilkosság 22:15 és 22:40 között történt. A vád egy szemtanút mutatott be, aki egy Simpsonéhoz hasonló fehér Broncót látott, amint 22:35-kor nagy sebességgel elhajt a Bundy Drive-on.

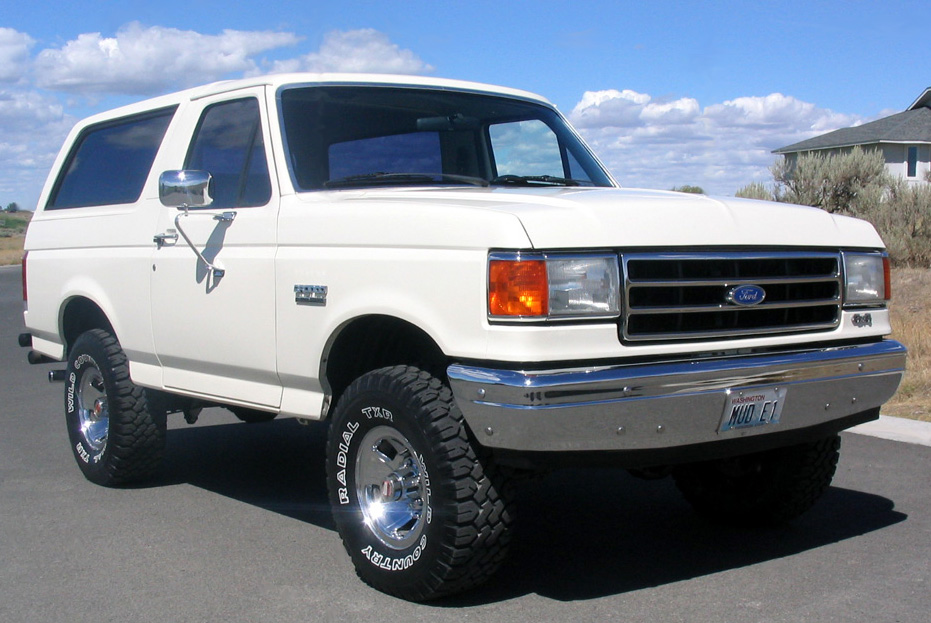
Egy Ford Bronco típusú jármű, amellyel a vád szerint O. J. Simpson a gyilkosság éjszakáján hajtott.

Vallomása szerint a limuzin sofőrje, Allan Park 22:24-kor érkezett meg Simpson házához. A férfi a Rockingham-i kapunál nem látta Simpson fehér Broncóját a járdaszegélyen parkolni. Park elárulta, hogy a házszámot kereste, amit aztán meg is talált. A vád szerint másnap reggel, amikor megtalálták a Broncót, az pontosan a házszám mellett volt (ezzel arra utalva, hogy Park egészen biztosan észrevette volna a Broncót, ha az ott lett volna abban az időben). Simpson verziója szerint a Bronco több óráig abban a helyzetben volt leparkolva. Eközben Kaelin a vendégházban volt és barátjával, Rachel Ferrarával beszélt telefonon. Park a szemközti Ashford utcai kapunál parkolt le, majd visszatért a Rockingham utcai kapuhoz, hogy ellenőrizze melyik feljáró alkalmasabb a limuzin számára. Úgy döntött, hogy a Rockingham-i bejárat túl szűk a limuzinnak, így visszatért az Ashford utcai kapuhoz, majd 22:40 környékén megnyomta a kaputelefont, válasz azonban nem érkezett. Park kiszállt a limuzinból és benézett a birtokra, ám csak a sötét házat látta, csupán egy halvány fény szűrődött ki az egyik második emeleti szoba (Simpson hálószobája) ablakán. Miközben cigarettázott, Park elővette mobiltelefonját, és néhány hívást intézett főnöke, Dale St. John csipogójára. Ezután hazatelefonált, és megkérte édesanyját, hogy adja meg neki St. John otthoni számát, hogy elkérhesse főnökétől a Simpson-ház telefonszámát. 22:50 körül Kaelin (aki még mindig barátjával telefonált) zajt hallott a vendégház körül. Ekkor letette a telefont, és kiment a kertbe körbenézni, de úgy döntött, hogy nem vállalkozik arra, hogy egyenesen a sötét ösvényhez megy, ahonnan a zajt hallotta. Ehelyett a kapu felé indult, ahol meglátta Park limuzinját.
Mikor Park meglátta Kaelint, amint a kapu felé közeledik a túlsó oldal felől, egy másik, Simpson magasságú „magas fekete férfit” is felfedezett. A férfi belépett a házba, majd a fények felkapcsolódtak, és Simpson is reagált Park hívására. Simpson elmagyarázta, hogy véletlenül elaludt, és rögtön siet a kapuhoz. Kaelin kinyitotta az Ashford-kaput, és beengedte Parkot a limuzinnal. Néhány perccel később Simpson a főbejáraton keresztül lépett ki a házból. Kaelin és Park is segített bepakolni Simpsonnak a holmiját (ami már az ajtó előtt volt, amikor Park behajtott a házhoz) a csomagtartóba, és elindultak a reptérre. Kaelin és Park is megjegyezte vallomásában, hogy Simpson izgatottnak és feldúltnak tűnt. A LAX reptéren kikérdezett szemtanúk (jegykezelő, légiutas-kísérő) szerint azonban Simpson normálisan viselkedett, nem véltek felfedezni semmilyen szokatlan dolgot. Az ehhez hasonló, egymásnak ellentmondó tanúvallomások visszatérő témák voltak a tárgyalás során.
Simpson állítását, miszerint a gyilkosságok ideje alatt aludt, egy sor különböző történet váltotta fel. Védőügyvédje, Johnnie Cochran szerint Simpson aznap este egyáltalán nem hagyta el a házát, egyedül volt és a chicagói útjára készülődött. Cochran azt állította, hogy Simpson a hátsó ajtón keresztül kiment a kertbe, és néhány golflabdát elütött a gyerekek homokozója felé, néhány azonban eltalálta a vendégház falát, amire Kaelin is felfigyelt. Cochran bemutatott egy lehetséges alibit biztosító tanút, Rosa Lopezt (a szomszéd spanyolul beszélő házvezetőnőjét), aki azt állította, hogy a gyilkosság idején látta Simpson autóját a háza előtt parkolni. Lopez vallomását (amit az esküdtszéknek nem mutattak be) végül Marcia Clark semmissé tette, miután a heves keresztkérdések során Lopez nem tudott választ adni arra, hogy pontosan mikor látta Simpson fehér Broncóját a ház előtt.
A védelem később azzal próbálta menteni Simpsont, hogy az egykori profi sportoló nem volt fizikailag olyan állapotban, hogy elkövesse a gyilkosságot. Goldman fiatal, életerős férfi volt, aki könnyedén elbánhatott volna támadójával. Simpson ezzel szemben 46 éves egykori amerikaifutball-játékos volt krónikus ízületi gyulladással, amely szemmel láthatóan kihatott a férfi egészségére (térde tele volt sebhelyekkel a korábbi sportbaleseteinek köszönhetően). Clark azonban ezt kifogásolta: egy O.J. Simpson Minimum Maintenance: Fitness For Men című videófelvételt mutatott be néhány hónappal korábbról. A felvételen fitneszgyakorlatok láthatók, amelyről okkal feltételezhetik, hogy Simpson minden volt, csak gyenge nem.
A vád Brown nővérét, Denise-t is a tanúk padjára hívta. A nő könnyeivel küszködve arról mesélt, hogy a 80-as években számos alkalommal Simpson megragadta feleségét, és a falnak lökte, majd egy vita után megfogta, és szó szerint kihajította a nőt a közös házukból. Vallomását a védelem többször is félbeszakította, illetve a bírói pulpitusnál is zajlottak megbeszélések a bíróval.
A vád ezek után az 1994. június 12-i este történéseivel kezdett foglalkozni. A tanúk padjára hívták Karen Lee Crawfordot, a Mezzaluna étterem vezetőjét. Brown aznap este az étterem vendége volt. Crawford részletesen elmesélte, hogy 21:37-kor Nicole édesanyja telefonált az étterembe elveszett szemüvege miatt. Crawford megtalálta a keresett tárgyat, és egy fehér borítékba helyezte. Elárulta továbbá, hogy a felszolgálóként dolgozó Goldman a műszak végét követően, 21:50-kor hagyta el az éttermet, és Brown házához tartott, hogy átadja a szemüveget tartalmazó borítékot.
Brown szomszédja, Pablo Fenjves azt vallotta, hogy egy kutya „nagyon jellegzetes ugató” hangját és „siránkozó nyöszörgését” hallotta 22:00 után 10-15 perccel, miközben épp az esti 10 órás híradót nézte a tévében. Evan Stein, egy másik szomszéd szintén erőteljes és folyamatos ugatásra lett figyelmes 22:15 környékén. Steven Schwab, egy újabb szomszéd elmesélte, hogy 23:30 körül épp kutyáját sétáltatta Brown házának közelében, amikor egy nyugtalan, Akita fajta (Browné) kóbor kutyát talált. Az állat a földön húzta a pórázát, a mancsai véresek voltak, ám mikor Schwab megvizsgálta, nem talált rajta sérüléseket. Schwab ezek után elvitte a kutyát a szintén a környéken élő barátjához, Sukru Boztepéhez, aki elmondta, hogy a kutya csak még nyugtalanabb lett, amikor bevitte otthonába. Boztepe éjfél körül megsétáltatta a kutyát, ekkor azonban az állat megrántotta a pórázt, és egyenesen Nicole házához vezette a férfit, aki rögtön rátalált a holttestekre. Pár perccel később egy rendőrautó járt arra, amit Boztepe azonnal megállított.
Robert Riske volt az első rendőrtiszt a tetthelyen. Vallomásában elárulta, hogy egy mezítlábas, fekete ruhában lévő, arccal a föld felé fekvő nőt talált egy vértócsában a ház bejárati ajtaja felé vezető köves úton. Ezután észrevette a nőtől nem messze, egy fa mellett az oldalán fekvő Goldmant is. Riske megtalálta azt a fehér borítékot, amiben Brown édesanyjának szemüvege volt, és amit Goldman hozott el az étteremből. A holttestek mellett rátalált Goldman csipogójára, egy fekete bőrkesztyűre, illetve egy sötétkék színű kötött sísapkára. Brown házának bejárati ajtaja teljesen nyitva volt, de erőszakos behatolásnak nem volt nyoma, valamint arra se találtak bizonyítékot, hogy valaki járt volna a házban. A nyomozók a ház falain belül nem véltek felfedezni semmi szokatlant.
1995. február 12-én vasárnap egy hosszú konvoj utazott Brentwoodba. A bíró, az esküdtek, az ügyészek, és a védőügyvédek egy kétórás bejárást tartottak a bűnügyi helyszínen, majd O. J. Simpson Rockingham-i otthonához is elmentek, hogy ott egy háromórás túra keretében körbejárják a birtokot. Bilincset ugyan nem kellett viselnie, de Simpson mindezalatt szigorú őrizet alatt állt. A tetthelyre nem szabadott belépnie. Rockinghami házába való belépéshez Simpson engedélyt kapott.
Ron Phillips nyomozó arról beszélt, hogy amikor felhívta Simpsont Chicagóban, hogy értesítse volt felesége haláláról, Simpson megdöbbent és zaklatottá vált. Különös módon a halál okáról nem érdeklődött. Tom Lange nyomozó szerint Brown lehetett az első áldozat, mivel mezítláb talpa tiszta volt, ezzel arra utalva, hogy a nő a földre került, még mielőtt bármilyen vér folyt volna. Ez egy kulcsfontosságú pontja volt az esetnek, mely azt sugallta, hogy Simpsonnak eredetileg Brown meggyilkolása volt a célja, de mivel Goldman véletlenül feltűnt a helyszínen, őt is meg kellett ölnie. Miközben Lange nyomozó a tanúk padján ült, Cochran két lehetséges megoldást vázolt fel a tárgyalóteremben, hogy mi is történt aznap este. Elsőként azt a feltevést tette, miszerint egy vagy több kábítószer-kereskedő futott össze Nicole-lal, miközben ők a nő barátja és vendége, a kokainhasználó Faye Resnick után kutattak. Második hipotézisében úgy gondolta, hogy egy gyilkos vagy gyilkosok egészen Nicole házáig követték Goldmant, hogy megöljék.

### Az esküdtszéknek bemutatott bizonyítékok
A vád rendkívül részletes, minden körülményre kiterjedő bizonyítékokat mutatott be, melyek alapján Simpson bűnösnek tekinthető.
- A Simpson hálószobájában talált zokni, melyen megtalálták Brown vérét. Mindkét zoknin körülbelül 20-20 vércseppet, foltot találtak. A vér hasonló mintát alakított ki a zokni mindkét felén. A védelem orvosszakértője, Dr. Henry Lee szerint az egyetlen mód, hogy ilyen minta rajzolódjon ki az az, ha Simpsonnak egy „lyuk” lenne a bokáján, vagy egy csepp vért elhelyeztek rajta akkor, amikor épp nem viselte. Lee elmondta, hogy a zoknik begyűjtésének módja nem volt helyes, könnyen beszennyeződhettek.[42]
- Vizsgálatok kimutatták, hogy a Simpson Broncójában és akörül talált vér Simpsontól, Browntól és Goldmantől származnak.[43]
- Goldman ruháján megtalálták Simpson hajtincseit.
- Vizsgálatok kimutatták, hogy a Brown kertjében talált bal kesztyűn Simpson, Brown és Goldman vére volt. Habár a kesztyű teljesen átázott a vérben, körülötte nem voltak vérnyomok.[43]
- A kesztyűn megtalálták Goldman hajának részecskéit, a sapkán pedig szőnyegszálakra bukkantak, melyek Simpson Broncójából származtak. A helyszínen talált fekete kötött sapkán afroamerikai személytől származó hajszálakat találtak. Számos sötétkék pamutszálat találtak Goldman testén. A vád bemutatott egy szemtanút, aki szerint Simpson aznap este egy hasonló színű tréningruhát viselt.
- A Brown házánál talált bal kesztyű, illetve a Simpson otthonánál talált jobb kesztyű egy pár.[44]
- A nyomozók letartóztatási feljegyzéseket szedtek elő, melyeken az olvasható, hogy Simpson bántalmazta feleségét. Brown sérüléseiről, zúzódásairól képeket mutattak.
- A terhelő bizonyítékok nagy részét — véres kesztyű, véres zokni, vér a Broncóban — a Los Angeles-i Rendőrség tisztje, Mark Fuhrman találta meg. Fuhrmant később esküszegéssel vádolták, miután kijelentette a tárgyaláson, hogy az elmúlt 10 évben egyszer sem használta a „nigger” szót. Később a tárgyalás során, az esküdtszék távollétében az alkotmány ötödik kiegészítésére (nem köteles válaszolnia a hozzá szegezett kérdésekre) hivatkozva nem válaszolt arra a kérdésre sem, hogy elhelyezett-e bizonyítékot a tetthelyen. Alan Dershowitz egy 2016-os interjúja során elmondta, hogy lehetséges, hogy Philip Vannatter nyomozó (nem Fuhrman nyomozó) bizonyítékot hamisított, amikor vért helyezett el a zoknikon.[45]
- A tetthelyen talált cipőlenyomatokat az FBI szakfelelőse, William Bodziak vizsgálta meg. Elárulta, hogy a cipő egy rendkívül ritka és drága Bruno Magli darab volt, amelyből összesen 299 darabot értékesítettek az Egyesült Államokban. A lenyomatok megegyeztek Simpson cipőjének méretével. A tárgyaláson Simpson védői szerint a vádnak nem volt bizonyítéka arra, hogy Simpson valóban vásárolt ilyen cipőt. E.J. Flammer fotós azonban talált egy 1993-ban készült fotót, melyen Simpson egy nyilvános eseményen vesz részt a ritka cipőben. Ezt később a National Enquirer is megírta. Simpson védői szerint a képet meghamisították, később azonban több 1994 előtti fotó került nyilvánosságra, ahol Simpson szintén abban a cipőben látható.[46][47]
- A Los Angeles-i Rendőrség büntetőjogásza, Dennis Fung által begyűjtött bizonyítékokat számos kritika érte. Fung bevallotta, hogy nem gyűjtötte be a holttestek közelében lévő kerítésen található vércseppeket. A tárgyaláson elmondta, hogy néhány héttel később visszatért, hogy begyűjtse őket.
- Fung bevallotta, hogy nem használt gumikesztyűt egyes bizonyítékok begyűjtésekor.

### Az esküdtszéknek be nem mutatott bizonyítékok
- 1994 júniusában a nagy esküdtszék tárgyaláson, Ross Cutlery elárulta, hogy Simpson egy 305 milliméteres stiletto kést vásárolt hat héttel a gyilkosság előtt. A halottkém elmondta, hogy a férfi által említett kés hasonló a halálos sebeket okozó fegyverhez. A vád végül nem használta fel ezt a bizonyítékot, miután kiderült, hogy a férfi munkatársai eladták a sztorit a The National Enquirernek 12 500 dollárért. Vizsgálatok során kiderült, hogy a Simpson által vásárolt kés nem lehetett a gyilkos fegyver, mivel egy különleges, csakis a vadonatúj vágóeszközökön jelen lévő anyag még megtalálható volt rajta, így még egyszer sem használhatták. A rendőrség háromszor kutatta át Simpson Rockingham-i házát, de a kést nem találták meg. Simpson végül elmondta ügyvédeinek a kés pontos helyét, így hamar előkerült.[48]
- Jill Shively 1994-ben a nagy esküdtszék előtt elmondta, hogy egy fehér Broncót látott elszáguldani a Bundy Drive-on. Az autó olyan gyorsan haladt, hogy majdnem összeütközött egy másik járművel egy útkereszteződésben. Shively a Hard Copy című televíziós műsorban beszélt a látottakról 5000 dollárért. Ezek után a vád nem használta fel a nő vallomását bizonyítékként.
- A Sojourn fogadott egy hívást Browntól négy nappal a bűntény előtt. Brown elmondta, hogy nagyon fél a volt férjétől, aki folyamatosan követi őt. A vád nem mutatta ezt be a tárgyaláson, mert úgy gondolták, hogy Ito bíró csupán mendemondának tartaná. A család és a barátok jelezték, hogy Brown folyamatosan ismételgette nekik, hogy Simpson nem hagyja békén. Elmondta, hogy akárhová ment, Simpson mindig ott volt és figyelte. Barátai, Faye Resnick és Cynthia Shahian elárulták, hogy Nicole nagyon félt, mert Simpson egyszer megfenyegette, hogy ha más férfival látja, megöli.
- Az egykori NFL játékos és lelkipásztor Rosey Grier meglátogatta Simpsont a Los Angeles Megyei Börtönben néhány nappal a gyilkosságokat követően. A börtönőr Jeff Stuart Ito bírónak elmondta, a beszélgetés során Simpson egyszer csak felkiáltott, hogy „én nem akartam ezt tenni”, majd Grier arra buzdította Simpsont, hogy árulja el az igazságot. Ito leszögezte, hogy ez a bizonyíték csak egy szóbeszéd, ilyen formában nem szerepelhet a tárgyalóteremben.
- A 405-ös autópályán készített felvételek az autós üldözésről, a Broncóban talált tárgyak, köztük a készpénz, a fegyver és az álruha szintén nem kerültek bemutatásra az esküdtek számára. Simpson látszólagos búcsúlevele és a rendőrök felé intézett kérései sem hangoztak el a tárgyalóteremben.
- 1994-ben néhány hónappal a bűntény előtt, Simpson részt vett a Frogmen című kalandfilm próbafelvételén. A vád megtudta, hogy a film alkalmából Simpson egy katonai kiképzésen vett részt, így a kések használatát is elsajátította. A filmben továbbá van egy jelenet, melyben Simpson kést fog egy nő torkához.[49]
- A szomszéd házvezetőnő, Rosa Lopez vallomását felvették, de nem játszották le az esküdtszék előtt.

### Mark Fuhrman

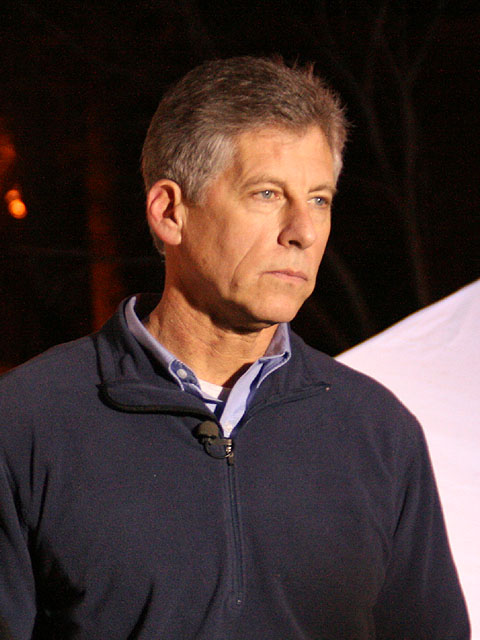
Mark Fuhrman 2008-ban

1995 márciusában Mark Fuhrman nyomozó elmondta, hogy azért indult Simpson házához a gyilkosság estéjén, hogy kérdéseket tegyen fel neki. Miután Simpson nem reagált a csengőre, a nyomozó átmászott a falon. Fuhrman vérnyomokat talált a ház kocsibejáróján, valamint egy fekete bőrkesztyűre bukkant a vendégház közelében. Később bebizonyosodott, hogy mindkét áldozat és Simpson vére is megtalálható rajta. F. Lee Bailey keresztkérdései során a tárgyalóteremben Fuhrman tagadta, hogy rasszista lenne, illetve azt is tagadta, hogy az elmúlt 10 évben használta volna a „nigger” kifejezést az afroamerikaiakra. Néhány hónappal később a védelem egy hangfájlt játszott le, melyen Fuhrman összesen 41 alkalommal használja a szót. A felvételek 1985 és 1994 között készültek egy fiatal észak-karolinai forgatókönyvíró, Laura McKinny számára. McKinny egy rendőrökről szóló forgatókönyvön dolgozott és ez alkalomból készített interjút Fuhrman nyomozóval. A Fuhrman-felvételek a védelem egyik legfontosabb anyaga lett, mivel ezek után Fuhrman szavahihetősége megkérdőjelezhetővé vált.
Az esküdtek távollétében Fuhrman nyomozót visszahívták a tanúk padjára. A védelem további kérdéseket tervezett feltenni a nyomozó számára a vérnyomok és a kesztyű megtalálását illetően. Gerald Uelmen megkezdte a kérdések feltevését, de Fuhrman (ügyvédjével az oldalán) az alkotmány ötödik kiegészítésére hivatkozva megtagadta a válaszadást.
A vád a záróbeszédek során megerősítette az esküdtek számára, hogy Fuhrman nyomozó valóban rasszista volt, de ez nem von le semmit a bizonyítékok értékéből, melyek továbbra is azt mutatják, hogy Simpson bűnös. Fuhrman nyomozó ellen vádat emeltek hamis tanúzás miatt.

### A kesztyű
Egy sötét színű bőrkesztyűt találtak a hatóságok a tetthelyen, míg a párját Simpson Rockingham-i vendégházának közelében találták meg. Kaelin vallomásában elhangzott, hogy a gyilkosság estéjén zajt hallott a ház körül. Nicole Brown 1990-ben vásárolt két pár ilyenfajta kesztyűt Simpson számára. A vád szerint mindkét kesztyűn rajta volt Simpson, Brown és Goldman DNS-e, míg a Simpson házánál talált kesztyűn egy hosszú szőke, Brownéhoz hasonló hajszálat találtak.
1995. június 15-én Simpson ügyvédje, Johnnie Cochran arra buzdította az ügyész Christopher Dardent, hogy kérjék fel Simpsont a tetthelyen talált fekete bőrkesztyű felvételére. A vád korábban úgy döntött, hogy nem kéri fel erre Simpsont, mivel a kesztyű teljesen átázott Simpson, Brown és Goldman vérétől, illetve többször is lefagyasztották, majd felolvasztották. A bőrkesztyű szűknek bizonyult Simpson számára, főleg mivel egy fehér védőkesztyűre kellett felhúznia. A védelem ekkor rögtön megragadta az alkalmat, hogy a felmentésre buzdítsa az esküdteket. 1995. június 22-én Darden Lance Ito bíróhoz fordult, hogy kifejtse neki aggodalmait a kesztyű felpróbálását illetően. Darden elmondta, hogy Simpson ízületi gyulladása miatt gyógyszereket szed, és köztük van egy gyulladáscsökkentő hatású gyógyszer is, melyet Simpson nem szedett be egy napig, ami miatt ízületei és a keze is felduzzadt. A vád továbbá azt is lehetségesnek tartotta, hogy a kesztyű a vér miatt, illetve a vizsgálatok során összement. A tárgyaláson bemutattak egy képet, melyen Simpson egy rendkívül hasonló kesztyűt visel.
Az ügyészek úgy tartották, hogy Simpson vére a Goldmannel való dulakodás során került a tetthelyre. Simpson ekkor szerzett sebeket bal kezének középső ujján. A védelem azonban rámutatott arra, hogy a rendőrök által begyűjtött kesztyűn nem találhatók vágásnyomok, valamint mind a vád, mind a védelem tanúi azt vallották, hogy nem láttak semmilyen sebet vagy vágást Simpson kezén a gyilkosságot követő órákban. A védelem továbbá azt állította, hogy Fuhrman nyomozó elhozta a tetthelyről az egyik kesztyűt és Simpson kertjében helyezte azt el később. Emellett a védelem bírálta a DNS-vizsgálatok megbízhatóságát. A vád ugyanakkor elmondta, hogy amikor Fuhrman nyomozó a helyszínre érkezett, számos rendőr már a Brown-ház környékén volt közel két órája és egyikőjük sem találta meg a bőrkesztyű párját. Fuhrman nyomozó a tanúk padján először tagadta a kesztyű elhelyezését Simpson házánál, második alkalommal azonban az alkotmányra hivatkozva nem válaszolt ugyanarra a kérdésre.
2012. szeptember 8-án Darden azzal vádolta meg Cochrant, hogy meghamisította a kesztyűt. Alan Dershowitz, a védőügyvédek egyike visszautasította a vádakat azzal, hogy a védelem nem juthat hozzá a bizonyítékokhoz. Csakis akkor kap engedélyt a védő ha felügyelet alatt történik a megtekintés.

### Faji különbségek
Záróbeszédében Darden nevetségesnek nevezte azt a felvetést, miszerint a rendőrök direkt akarták besározni Simpsont. Az ügyész nem látta értelmét a gondolatnak. Véleménye szerint, ha a Los Angeles-i Rendőrség valóban Simpson ellen volt, akkor miért nem tartóztatták le a 80-as évek végén, amikor nyolc alkalommal is Simpson házánál jártak a többszöri családon belüli erőszak kivizsgálásakor. Ha ezen tények igaznak bizonyulnak, a rendőrség miért várt 1994-ig Simpson letartóztatásával?
Az esküdtszéknek tartott összegzésében Cochran Fuhrman nyomozót bírálta. Emlékeztette az esküdteket arra a felvételre, melyen a nyomozó a „nigger” szót használja megállás nélkül, valamint bevallja, hogy fiatal afroamerikai embereket vert meg rendőrként. Cochran „népírtó rasszistának, esküszegőnek, Amerika legrosszabb rémálmának és a gonoszság megtestesülésének” nevezte Fuhrman nyomozót. Fuhrman később nem foglalt állást bűnösségének bevallásakor, amikor vádat emeltek ellene hamis tanúzás miatt.
Félő volt, hogy zavargások fognak kitörni országszerte, ha Simpsont elítélik a gyilkosságok miatt. A hatóságok az 1992-es zavargásokhoz hasonló eseményekre készültek fel; abban az évben négy rendőrt mentettek fel, miután azok elbántak az afroamerikai Rodney Kinggel. Következésképp Los Angeles összes rendőrtisztje 12 órás műszakban dolgozott, illetve lovas rendőrök is megjelentek a Los Angeles Megyei Bíróság környékén az ítélethirdetés napján.

## A védelem

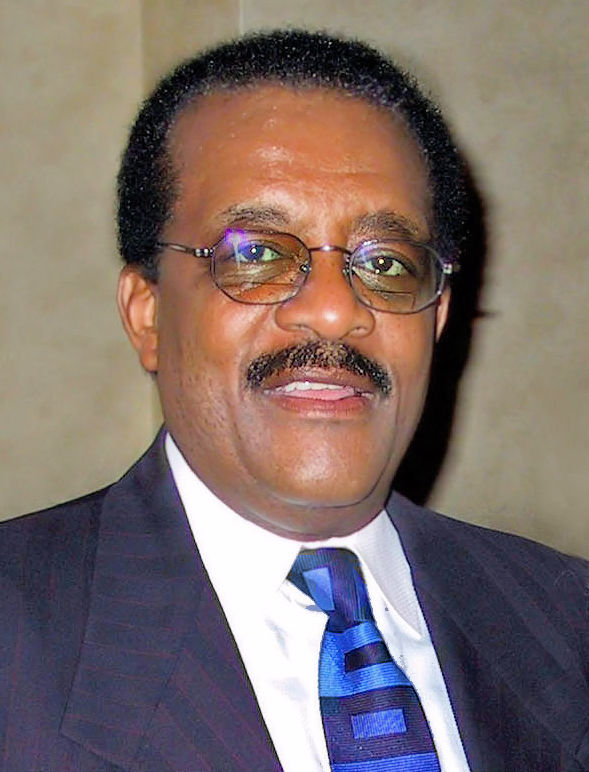
Johnnie Cochran 2001-ben

Simpson nagy múlttal rendelkező ügyvédeket bérelt fel. A védelem tagjai voltak F. Lee Bailey, Robert Kardashian, Robert Shapiro, Alan Dershowitz, Johnnie Cochran, Gerald Uelmen (akkoriban a Santa Clara-i Egyetem dékánja), Carl E. Douglas és Shawn Holley. Két további ügyvéd a DNS-vizsgálatokra specializálódott: Barry Scheck és Peter Neufeld, akiket arra béreltek fel, hogy a vád által begyűjtött DNS-vizsgálatokat vonják kétségbe. A védelem legerősebb érvei a rendőri túlkapás volt, illetve hogy a hatóságok helytelenül gyűjtötték be a DNS bizonyítékokat.
Simpson védelme mintegy 3-6 millió dolláros kiadással járhatott. A védelem, melyet a média gyakran csak „Álomcsapat”-nak hívott, úgy vélte, hogy Mark Fuhrman nyomozó bizonyítékokat helyezett el a tetthelyen. A Los Angeles-i Rendőrség munkatársai, Dennis Fung és Andrea Mazzola szintén heves kikérdezésben és kritikákban részesültek. Összességében mintegy 150 tanú vallomása hangzott el a tárgyalás során.
A védelem elképzelése az volt, hogy Brownt és Goldmant kábítószer-kereskedők által felfogadott bérgyilkosok ölték meg, akik eredetileg Brown barátját, Faye Resnicket keresték, akiről köztudott volt, hogy nem vetette meg a kokaint, illetve emiatt jókora tartozást halmozott fel. Ito bíró azonban megtiltotta a Resnick drogproblémáiról szóló vallomások elhangzását. A nő több napig tartózkodott Brown házában, majd négy nappal a gyilkosságok előtt egy elvonókúrára jelentkezett be. Ito kijelentette, hogy a védelem nem tudott elegendő bizonyítékkal szolgálni a fenti forgatókönyv bebizonyítására.

## Az ítélet
1995. október 3-án O. J. Simpsont nem találták bűnösnek és felmentették minden vád alól. Az ítélet meghozatalakor az esküdtek csupán a limuzinsofőr, Alan Park vallomását hallgatták vissza. A férfi azt állította, hogy amikor megérkezett a Simpson-házhoz, ott nem látta sehol Simpson fehér Broncóját a gyilkosság idejében. Az esküdtek már előző nap 15:00-kor meghozták döntésüket mindössze négyórás tanácskozás után, Ito bíró azonban elhalasztotta az ítélet kihirdetését.
Az ítélet kihirdetése előtt az Amerikai Egyesült Államok elnökét, Bill Clintont is tájékoztatták a lehetséges zavargások kitöréséről országszerte. Becslések szerint mintegy 100 millió ember követte az ítéletet bejelentését. A telefonbeszélgetések mennyisége körülbelül 58%-kal csökkent, a vízhasználat szintén láthatóan lecsökkent (a nézők még a fürdőszobába se mentek ki), illetve a munkahelyeken is átmenetileg felfüggesztették a munkát, hogy a tévét vagy a rádiót figyeljék.

### Reakciók az ítélet után
A tárgyalás utáni interjúkban az esküdtek elmondták, hogy valóban úgy gondolta néhányuk, hogy Simpson követte el a gyilkosságokat, de a vádnak ezt nem sikerült elég bizonyítékkal alátámasztani. Három esküdt megjelentette a Madam Foreman című könyvet, amelyben leírták, hogy a rendőrség által elkövetett hibák hogyan befolyásolták a döntést. Leírták továbbá azt is, hogy szerintük a fekete bőrszínű ügyész Darden csupán jelképes okokból képviselte a vádat.
Számos kritika érte a döntéshozatalhoz szükséges időt is, ugyanis az esküdtszék alig több mint négy óra alatt meghozta a felmentést jelentő ítéletet. A több hónapot felölelő tárgyalás lefutását követően ezt rendkívül szokatlannak minősítették, illetve úgy tartották sokan, hogy mivel az esküdtek nagy része nem rendelkezett egyetemi diplomával, így a tudományos bizonyítékokat sem értették meg 100%-osan.
Miután felolvasták az ítéletet, a hatos számú esküdt, a 44 éves Lionel Cryer felemelt ököllel biztatta Simpsont, majd elhagyta a termet.
1996-ban Simpson védőügyvédje, Johnnie Cochran szintén leírta a tárgyalás történetét és Journey to Justice címmel publikálta azt. Művében elmeséli, hogy miként volt részese az évszázad perében.
Ugyanabban az évben a szintén védőügyvéd Robert Shapiro is kiadta saját könyvét a tárgyalásról The Search for Justice címmel. Könyvében azonban ügyvédtársait is illette jó néhány kritikával: F. Lee Baileyt „időzített bombának” nevezte, míg Cochrant azért bírálta, mert faji vitát vitt az ügybe. A Cochran-féle könyvvel ellentétben Shapiro nem gondolta, hogy Simpsont faji okok miatt sarazta be a Los Angeles-i Rendőrség. Az ítéletet ennek ellenére korrektnek tartotta.
A vezető ügyész Marcia Clark is írt egy könyvet az ügyről, melyet 1998-ban adott ki Without a Doubt címmel. Könyvében elmeséli a tárgyalás menetét az esküdtek megválasztásától egészen a záróbeszédekig. Clark arra a következtetésre jutott, hogy semmivel sem nyerhetett volna az ügyben, mivel a védelem fő stratégiája a faji hovatartozás volt, amit a főleg afroamerikaiakból álló esküdtszék csak tovább erősített. Clark szerint a vád bizonyítékai bőven elegek voltak Simpson elítéléséhez. Szerinte a felmentés oka a faji viták és a hírnév által befolyásolt igazságszolgáltatás volt.
Az egykori Los Angeles Megyei kerületi ügyész helyettes Vincent Bugliosi Outrage: The Five Reasons Why O.J. Simpson Got Away with Murder címmel jelentette meg az ügyről szóló könyvét. Bugliosi tömérdek kritikával illette a két ügyészt, Clarkot és Dardent. Leginkább őket hibáztatta azért, hogy a Simpson által, még menekülése előtt írt levelet nem mutatták be a tárgyaláson. Bugliosi szerint a levél arról árulkodott, hogy Simpson bűnös, ezáltal akár befolyásolhatta volna az esküdtszék döntését is. Könyvében kiemelte, hogy az esküdtek nem tudtak a fehér Broncóban talált tárgyakról: váltóruha, nagy mennyiségű készpénz, útlevél, valamint álruha. A vád kifejtette, hogy ezen tárgyak valóban arra utaltak, hogy Simpson el akart rejtőzni, de mégsem mutatták őket be bizonyítékként, mert úgy vélték, hogy negatív hatással lehet az ügyre a vád szempontjából.
Simpson vallomásában a sebes ujjáról is szó esett. A rendőrségnek elárulta, hogy a gyilkosság éjszakáján chicagói hotelszobájában vágta el az ujját véletlenül egy üvegszilánkkal. Később új változattal állt elő, és elmondta, hogy Los Angelesben sebesült meg az ujja, majd harmadik története szerint a seb chicagói tartózkodása során felszakadt. Legvégül Simpson azt vallotta, hogy egyáltalán nem emlékszik arra, hogy miként szerezte a bal középső ujján látható vágást. Bugliosi Clarkot és Dardent tette felelőssé azért, hogy az esküdtszék nem hallhatta a rendőrségen készült felvételeket. Bugliosi azt is leírta, hogy szerinte az ügyészeknek jobban bele kellett volna merülniük a családon belüli erőszak témájába. Könyvében továbbá hevesen bírálta a vád záróbeszédét, hiányosnak és elégtelennek tartotta azt.
A bűntény a kaliforniai Brentwoodban történt, ennek értelmében a tárgyalást eredetileg Santa Monicában rendezték volna meg. Bugliosi szerint a vád óriási hibát követett el, amikor úgy döntött, hogy Los Angelesben emelnek vádat Simpson ellen. Az esküdtek kiválasztásakor a védelem jócskán megnehezítette a vád dolgát, amikor leginkább afroamerikai jelölteket próbált elhelyezni az esküdtszékben, hiszen az alkotmány szerint törvénytelen faji okok miatt elbocsátani valakit az esküdtszékből.
A kerületi ügyész Garcetti védői szerint a tárgyalást a Los Angeles-i Fellebbviteli Bíróság elnöklő bírója miatt helyezték át Los Angelesbe, és nem Garcetti miatt. Mint kiderült, a tárgyalást biztonsági aggályok miatt rendezték meg Los Angelesben, ugyanis a Santa Monica-i Bíróság épülete rossz állapotban volt.
A vita faji elemeit tekintve az ügy az ítélet megszületése után is tovább folytatódott. Egyes felmérések megállapították, hogy sok afroamerikai (annak ellenére, hogy voltak kétségeik Simpson ártatlanságát illetően) mégis inkább arra hajlott, hogy a rendőrség szavahihetősége megkérdőjelezhető, ezáltal a bizonyítékok se tükrözhetik a valóságot. Az 1997-es polgári per ítélete után, amelyben Simpsont felelősnek találták a gyilkosságokban, a fehérek nagy része úgy érezte, hogy végre jogos ítélet született az ügyben, míg a feketék többsége (75%) nem értett egyet vele, mivel szerintük rasszista indíttatású végeredmény született. Az NBC 2004-es közvélemény-kutatása arról számolt be, hogy évek után is látszódik a feketék és a fehérek közötti nézeteltérés: a feketék 27%-a, míg a fehérek 87%-a tartotta Simpsont bűnösnek.

## Polgári per
1997-ben Ron Goldman szülei, Fred Goldman és Sharon Rufo polgári pert indítottak Simpson ellen szándékos vagy gondatlan emberölés vádjával, míg Brown édesapja, Lou Brown szintén beperelte Simpsont; a tárgyalás négy hónapig zajlott Santa Monicában, azonban bírói döntés miatt televíziós közvetítés nélkül. A Goldman családot Daniel Petrocelli képviselte, Simpsont pedig az ügyvéd Bob Baker. Simpsonnak hozzávetőlegesen 1 millió dollárjába került a védelem fizetése, melyet biztosításából tudott állni.
Mark Fuhrman nyomozót nem hívták a tanúk padjára. Simpsont felkérték, hogy tanúskodjon a saját nevében. A tárgyaláson bemutattak egy 1993-as sporteseményen készült fotót, melyen Simpson látható, amint Bruno Magli cipőt visel. A nyomozók korábban kiderítették, hogy Goldman és Brown gyilkosa egy Bruno Magli márkájú darabot viselt a gyilkosságokkor. A képet bizonyítékként is felhasználták Simpson ellen, annak ellenére, hogy a férfi korábban visszautasította azt a felvetést, hogy valaha is lett volna ilyen cipője.
Az esküdtszék a polgári perben 12,6 millió dollárt ítélt meg Brown és Simpson gyerekeinek, Sydneynek és Justinnak, mint édesanyjuk örököseinek. Az áldozatok családjai 33,5 millió dolláros kártérítést kaptak, miután Simpsont „felelősnek” találták a gyilkosságokban.

## Tévés adaptációk
- 1995-ben a Fox bemutatta a The O.J. Simpson Story (1995) című tévéfilmet.[71]
- 2000-ben a 20th Century Fox elkészítette az An American Tragedy című tévéfilmet Ving Rhames (Johnnie Cochran), Christopher Plummer (F. Lee Bailey), Ron Silver (Robert Shapiro), és Raymond Forchion (O. J. Simpson) főszereplésével.
- 2016. február 2-án az FX csatorna bemutatta az American Crime Story című antológia sorozat első, Az O. J. Simpson-ügy című évadát. A főszerepben Cuba Gooding Jr. (mint O. J. Simpson), Sarah Paulson, Courtney B. Vance, John Travolta, David Schwimmer voltak láthatók.[72] A sorozat kiemelkedő kritikai sikereket aratott.[73]
- 2016 júniusában az ESPN csatorna bemutatta az O.J.: Made in America című öt részből álló dokumentum minisorozatot Ezra Edelman rendezésében.

## További olvasmányok
- Cotterill, Janet. Language and Power in Court: A Linguistic Analysis of the O. J. Simpson Trial. Basingstoke, England: Palgrave (2002)
- Dear, William C.. O.J. Is Guilty But Not of Murder. Dear Overseas Production (2000)
- Dershowitz, Alan M.. Reasonable Doubts: The Criminal Justice System and the O.J. Simpson Case. New York: Touchstone Books (1997)
- Felman, Shoshana. The Juridical Unconscious: Trials and Traumas in the Twentieth Century. Cambridge, Massachusetts: Harvard University Press (2002)
- Fuhrman, Mark. Murder in Brentwood. New York: Zebra (1997)
- Garner, Joe. Stay Tuned: Television's Unforgettable Moments. Kansas City, Missouri: Andrews McMeel Publishing (2002)
- Goldberg, Hank M.. The Prosecution Responds: An O. J. Simpson Trial Prosecutor Reveals What Really Happened. Secaucus, New Jersey: Carol Publishing Group (1996)
- Hunt, Darnell M.. O. J. Simpson Facts and Fictions: News Rituals in the Construction of Reality. Cambridge, England: Cambridge University Press (1999)
- Linedecker, Clifford L.. O. J. A to Z: The Complete Handbook to the Trial of the Century. New York: St. Martin's Press (1995)
- Toobin, Jeffrey. The Run of His Life: The People v. O. J. Simpson. Touchstone Books (1997)

## Fordítás
Ez a szócikk részben vagy egészben  az   O. J. Simpson murder case című angol Wikipédia-szócikk ezen változatának fordításán alapul.  Az eredeti cikk szerkesztőit annak laptörténete sorolja fel. Ez a jelzés csupán a megfogalmazás eredetét és a szerzői jogokat jelzi, nem szolgál a cikkben szereplő információk forrásmegjelöléseként.